# Brittoli
Brittoli és una comune italiana de la província de Pescara, regió dels Abruços, amb 360 habitants.
Es troba dins del Parc Nacional del Gran Sasso e Monti della Laga.
Brittoli limita amb els municipis de: Capestrano, Carpineto della Nora, Civitaquana, Corvara, Pietranico, Vicoli, i Villa Santa Lucia degli Abruzzi.